# 1,3-Dioksetan
1,3-Dioksetan – nasycony organiczny związek heterocykliczny. Jeden z 2 izomerów dioksetanu, zbudowany  z czteroatomowego pierścienia zawierającego dwa atomy tlenu rozdzielone przez dwa atomy węgla. Może być traktowany jako dimer aldehydu mrówkowego (formaldehydu).
Związek ten nie został otrzymany, pomimo że obliczenia teoretyczne wskazują, że powinien być trwalszy niż izomer 1,2. Szkielet 1,3-dioksetanu bywa sporadycznie opisywany w produktach niektórych reakcji, np. 2,4-di(5-norboren-2-ylo)-1,3-oksetan jako produkt reakcji Dielsa-Aldera pomiędzy akroleiną a cyklopentadienem w obecności CCl4.